# Кадимагомедов Магомедхабіб Зайнудінович
Магомедхабіб Зайнудінович Кадимагомедов (біл. Магамедхабіб Зайнудзінавіч Кадзімагамедаў; нар. 26 травня 1994, село Хуштада, Цумадинський район, Дагестан) — російський та білоруський борець вільного стилю аварського походження, чемпіон Європи, бронзовий призер Кубку світу, срібний призер Олімпійських ігор.

## Життєпис
Боротьбою почав займатися з 2003 року в Агвалі, куди переїхала його родина після народження Магомедхабіба. У 2011 переїхав до Махачкали. Виступав за борцівський клуб «Махач». У Махачкалі його тренерами були Гасан Абдулбасиров і Муслім Амірасланов. Після низки невдач якось він хотів було залишити боротьбу, але його дядько Магомедсаїд — батько переможця молодіжної першості світу 2017 року Абдулла Ахмедова вмовив його не робити цього. У 2017 став чемпіоном Росії. Виступав за збірну Росії і в її складі був призером низки міжнародних турнірів. На чемпіонаті світу 2017 року виступив невдало, посівши 7 місце. Після цього через високу конкуренцію в російській збірній переїхав у 2018 році до Білорусі, отримавши вид на проживання у 2019. Мешкає в Гродно. Уже під білоруським прапором в 2020 році він виграв чемпіонат Європи в Римі в категорії до 79 кг і завоював бронзу на Кубку світу.
У травні 2021 року переміг на Олімпійському кваліфікаційному турнірі, що відбувся в Софії, що дозволило йому вибороти ліцензію на участь в літніх Олімпійських іграх 2020 року в Токіо.
На токійській Олімпіаді дістався фіналу, перемігши титулованих суперників: кубинця Геандрі Гарсона (12:8), американця Кайла Дейка (11:0) і кубинця Франка Чамісо, що представляв Італію (9:7). Найяскравішою була суха дострокова перемога над американцем Кайлом Дейком, який не програвав до цього кілька років, перемігши у 50 сутичках підряд. У вирішальному поєдинку зустрівся з російським борцем Заурбеком Сідаковим, з яким вже двічі до цього боровся в Росії. У кожного було по одній перемозі. У фіналі Олімпіади сильнішим виявся росіянин, перемігши з рахунком 7:0.
Магомедхабіб Кадимагомедов є земляком колишнього чемпіона UFC Хабіба Нурмагомедова, що теж родом з Цумадинського району. Спортсмени добре спілкуються і періодично проводять борцівські спаринги.
Закінчив фізкультурний факультет Дагестанського державного педагогічного університету.

## Спортивні результати на міжнародних змаганнях

### Виступи на Олімпіадах
| Змагання                    | Збірна                          | Вагова категорія          | Місце  |
| --------------------------- | ------------------------------- | ------------------------- | ------ |
| Літні Олімпійські ігри 2020 | Білорусь                        | вільна боротьба, до 74 кг | Срібло |
| Літні Олімпійські ігри 2024 | Індивідуальні нейтральні атлети | вільна боротьба, до 74 кг | 9      |

### Виступи на Чемпіонатах світу
| Змагання                        | Збірна                     | Вагова категорія          | Місце |
| ------------------------------- | -------------------------- | ------------------------- | ----- |
| Чемпіонат світу з боротьби 2017 | Росія                      | вільна боротьба, до 70 кг | 7     |
| Чемпіонат світу з боротьби 2023 | Допущені нейтральні атлети | вільна боротьба, до 74 кг | 26    |

### Виступи на Чемпіонатах Європи
| Змагання                         | Збірна                     | Вагова категорія          | Місце  |
| -------------------------------- | -------------------------- | ------------------------- | ------ |
| Чемпіонат Європи з боротьби 2020 | Білорусь                   | вільна боротьба, до 79 кг | Золото |
| Чемпіонат Європи з боротьби 2024 | Допущені нейтральні атлети | вільна боротьба, до 86 кг | Срібло |
| Чемпіонат Європи з боротьби 2025 | Допущені нейтральні атлети | вільна боротьба, до 86 кг | Срібло |

### Виступи на Кубках світу
| Змагання                    | Збірна   | Вагова категорія          | Місце  |
| --------------------------- | -------- | ------------------------- | ------ |
| Кубок світу з боротьби 2017 | Росія    | вільна боротьба, до 70 кг | 5      |
| Кубок світу з боротьби 2020 | Білорусь | вільна боротьба, до 79 кг | Бронза |

### Виступи на інших змаганнях
| Змагання                                                       | Збірна                     | Вагова категорія          | Місце  |
| -------------------------------------------------------------- | -------------------------- | ------------------------- | ------ |
| Інтерконтинентальний кубок з боротьби 2014                     | Росія                      | вільна боротьба, до 65 кг | Бронза |
| Турнір Олександра Медведя 2015                                 | Росія                      | вільна боротьба, до 70 кг | Бронза |
| Турнір Алі Алієва 2015                                         | Росія                      | вільна боротьба, до 70 кг | Золото |
| Гран-прі «Іван Яригін» 2016                                    | Росія                      | вільна боротьба, до 70 кг | 9      |
| Турнір Степана Саргісяна 2016                                  | Росія                      | вільна боротьба, до 70 кг | Золото |
| Турнір Алі Алієва 2016                                         | Росія                      | вільна боротьба, до 70 кг | Срібло |
| Інтерконтинентальний кубок з боротьби 2016                     | Росія                      | вільна боротьба, до 74 кг | 8      |
| Міжнародний турнір Дінмухамеда Кунаєва 2016                    | Росія                      | вільна боротьба, до 70 кг | 10     |
| Гран-прі «Іван Яригін» 2017                                    | Росія                      | вільна боротьба, до 70 кг | Бронза |
| Турнір Яшара Догу 2017                                         | Росія                      | вільна боротьба, до 70 кг | Золото |
| Чемпіонат Росії з боротьби 2017                                | Росія                      | вільна боротьба, до 70 кг | Золото |
| Меморіал Вацлава Циолковського 2017                            | Росія                      | вільна боротьба, до 70 кг | Срібло |
| Турнір Дана Колова — Николи Петрова 2018                       | Росія                      | вільна боротьба, до 74 кг | Бронза |
| Турнір Володимира Семенова 2018                                | Росія                      | вільна боротьба, до 74 кг | Срібло |
| Турнір Аланії з боротьби 2018                                  | Росія                      | вільна боротьба, до 74 кг | 5      |
| Турнір Степана Саргісяна 2019                                  | Росія                      | вільна боротьба, до 74 кг | Золото |
| Турнір Олександра Медведя 2019                                 | Росія                      | вільна боротьба, до 74 кг | Бронза |
| Олімпійський кваліфікаційний турнір з боротьби 2021 (Будапешт) | Білорусь                   | вільна боротьба, до 74 кг | 7      |
| Олімпійський кваліфікаційний турнір з боротьби 2021 (Софія)    | Білорусь                   | вільна боротьба, до 74 кг | Золото |
| Кубок Алроси 2021                                              | Білорусь                   | вільна боротьба, до 74 кг | Срібло |
| Олімпійський кваліфікаційний турнір з боротьби 2024 (Баку)     | Допущені нейтральні атлети | вільна боротьба, до 74 кг | Золото |